# 清华大学陈明游泳馆
40°0′22.92″N 116°19′29.81″E / 40.0063667°N 116.3249472°E

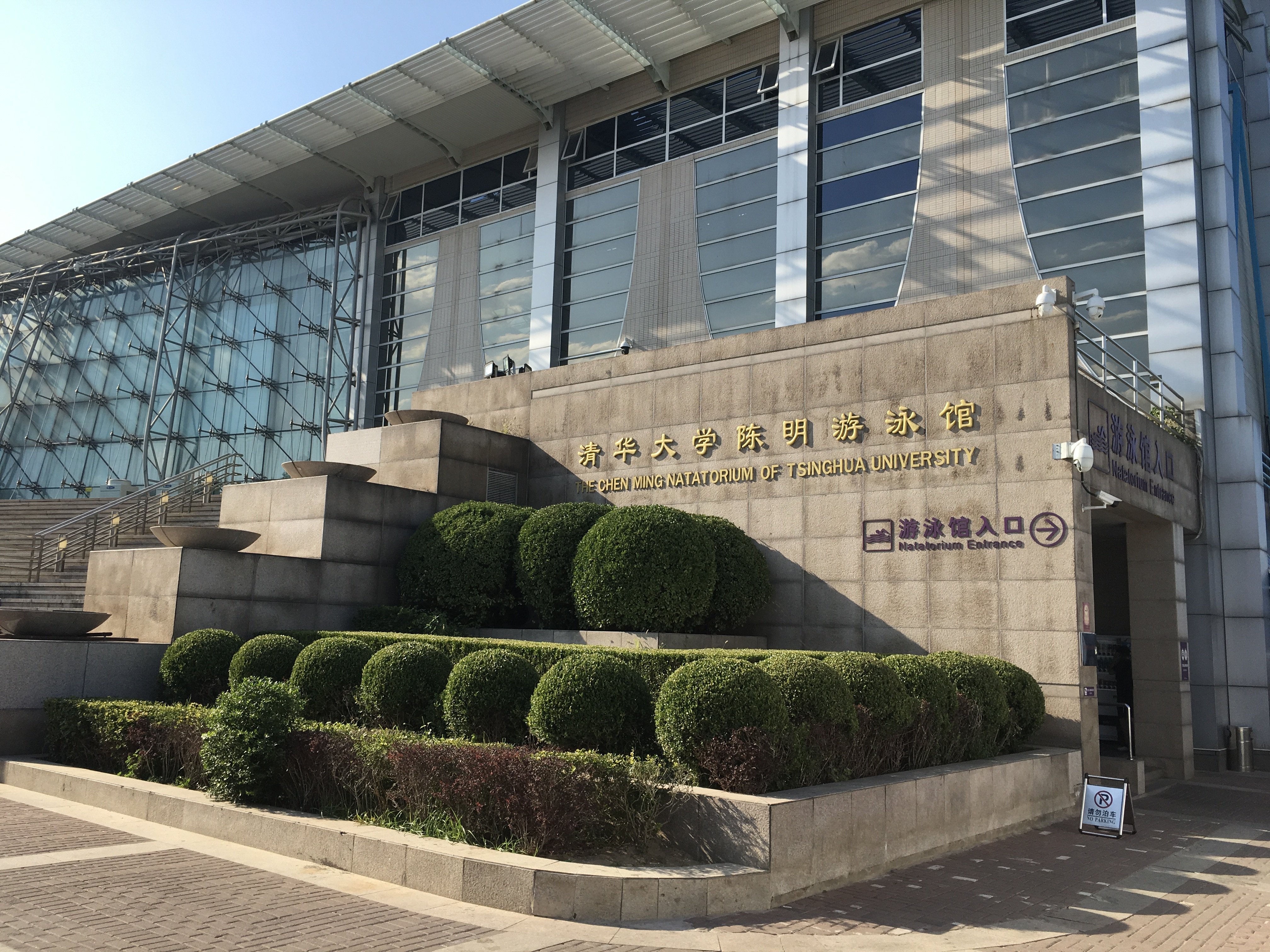
清華大學陳明游泳館

清华大学陈明游泳馆是清华大学校内最大的游泳馆，2001年4月清華九十年校庆时投入使用，位於校園東北區主樓中軸線上，主體建築採用大跨度鋼網架與鋁鎂合金屋面，配上雙曲面玻璃幕牆，是具有國際標準的比賽場所，曾經是2008年北京奥运会、残奥会、第21届世界大学生运动会比赛场馆。总建筑面积9400平方米，座位1208个。
香港陈氏家族在先辈陈明先生的教育和影响下，决定捐赠冠名清华大学游泳馆，因此游泳館稱為陈明游泳馆。

## 設施
游泳馆内有游泳区、跳水区、跳水旱地训练场地。游泳区为50米泳道，分为浅水区和深水区。浅水区水深1.2m~1.4m，深水区水深2.2m~2.4m。

## 开放时间
- 白天：[7]
  - 工作日：12:00~13:00、17:30~18:30。上午和下午供校内游泳课使用。
  - 周末：12:00~13:30、14:00~15:30、17:00~18:30
- 晚上：20:00~21:00、21:30~22:30

预约方式：现场购票
费标准：7元/场/时（学生价格）